# Eric Nylund
Pour les articles homonymes, voir Nylund.
Œuvres principales
- Série Le Pacte des immortels

Eric Nylund, né le 17 février 1964 à Panorama City en Californie, est un romancier et écrivain technique américain.

## Biographie
Il a grandi en Californie, États-Unis, et possède un baccalauréat en chimie et une maîtrise en physique chimique. Actuellement, il écrit pour Microsoft. Il habite à North Bend, Seattle dans l'État de Washington, où il est marié à l'auteur de science-fiction Syne Mitchell.
Récemment, il a travaillé sur le roman Gears of War, basé sur le jeu du même nom sur Xbox 360. Eric Nylund a terminé son troisième livre de la série HALO, Ghosts Of Onyx, paru le 31 octobre 2006 aux États-Unis. Il est publié en France par les éditions Fleuve noir, tout comme les autres romans Halo. En 2011, la maison d'édition Castelmore édite sa série Le Pacte des immortels.

### SérieJack Potter
- (en) Signal to Noise, 1998
- (en) A Signal Shattered, 1999

### SérieLe Pacte des immortels
- (en) Mortal Coils, 2009
  1. Le Pacte des immortels, Castelmore, 2011
  2. Arrêt de mort, Castelmore, 2012

### UniversHalo
Les autres numéros de cette série sont écrits par d'autres auteurs.
1. La Chute de Reach, Fleuve noir, 2004 ((en) The Fall of Reach, 2001)
2. Opération First Strike, Fleuve noir, 2005 ((en) First Strike, 2003)
3. Les Fantômes d'Onyx, Milady, 2014 ((en) Ghosts of Onyx, 2006)

- (en) The Impossible Life and the Possible Death of Preston J. Cole, 2009dans l’anthologie Halo: Evolutions

### Romans divers
- (en) Pawn's Dream, 1995
- (en) Dry Water, 1997
- (en) A Game of Universe, 1997
- (en) Crimson Skies, 2002
- (en) Gears of War, 2006

## Ludographie
- 2004 : Blinx 2: Masters of Time and Space
- 2009 : Halo Wars
- 2010 : Halo: Reach
- 2011 : Gears of War 3
- 2016 : Quantum Break
- 2018 : Sunset Overdrive